# 丹內爾·馬洛伊
丹內爾·馬洛伊（Dannel Malloy；1955年7月21日—）是美國政治人物。現任康涅狄格州州長、美國民主黨州長協會主席。
丹內爾·馬洛伊的黨籍是民主黨。他在踏入政壇之前是一位律師。